# Sreten Asanović
Sreten Asanović (Donji Kokoti kraj Podgorice, 22. veljače 1931. – Podgorica, 3. lipnja 2016.) bio je crnogorski književnik, član Dukljanske akademije nauka i umjetnosti i Crnogorske akademije nauka i umjetnosti. U Crnoj Gori utemeljio je žanr kratke priče. Pojedine njegove priče prevedene su i objavljene na više od 20 jezika.

## Životopis
Sreten Asanović rođen je u Donjima Kokotima kraj Podgorice 22. veljače 1931. godine. Završio je učiteljsku školu u Hercegu Novome i studirao višu pedagošku školu. 
Od 1957. do 1960. godine bio je glavni i odgovorni urednik titogradskoga (Podgorica) časopisa Susreti; urednik u sarajevskome Oslobođenju od 1960. do 1962. godine; prvi glavni i odgovorni urednik revije Odjek od 1963. do 1965. godine; sekretar Komisije za kulturu i umjetnost Savezne konferencije SSRNJ u Beogradu od 1965. do 1972. godine; glavni i odgovorni urednik poznatoga crnogorskoga časopisa Stvaranje, u Titogradu od 1973. do 1989. godine. 
Bio je predsjednik Udruženja književnika Crne Gore (1973. – 1976.), potpredsjednik Saveza književnika Jugoslavije (1976. – 1979.), predsjednik Saveza književnika Jugoslavije (1979. – 1981.).
Umro je u Podgorici 3. lipnja 2016. godine.

## Djela
- Dugi trenuci, priče, Cetinje: Narodna knjiga (1956.)
- Ne gledaj u sunce, priče, Cetinje: Obod (1960.)
- Igra Vatrom, priče, Sarajevo: Svjetlost (1966.)
- Lijepa Smrt, izbor i nove priče, predgovor prof. dr. Ratko Božović, Titograd: Grafički zavod – Luca (1971.)
- Opojno piće, izbor i nove priče, predgovor Milo Kralj, Beograd: Rad (1977.)
- Noć na golom brdu, priče, Zagreb: Mladost (1980.)
- O kulturi i stvaralaštvu, članci, Beograd: Radnička štampa (1981.)
- Lice kao zemlja, izbor Gojko Antić, predgovor prof. dr. Mirjana Strčić,  Nikšić: Univerzitetska riječ (1988.)
- Putnik, roman,  Cetinje: Dignitas, (1994.)
- Martiri i pelegrini, priče, Ulcinj: Plima, (2000.)
- Izabrana djela, 4 toma, Ulcinj: Plima (2003.)
- Nomina, novelete, Ulcinj: Plima, (2006.)
- Zvijezde padaju, izbor priča, predgovor i pogovor Jovan Nikolaidis, Zagreb: NZCH & Plima, (2009.)
- Kratke priče, Cetinje i Podgorica: OKF i Pobjeda, (2015.)

## Nagrade
- Trinaestojulska nagrada Skupstine SR Crne Gore za Lijepa Smrt, 1972.
- Nagrada Oslobođenje Titograda za najbolje ostvarenje iz oblasti književnosti za knjigu Igra vatrom, 1967.
- Goranova nagrada za najbolju knjigu godine na srpskohrvatskom jeziku za Noć na Golom Brdu, 1981.
- Nagrada Savjeta za prosvjetu NR Crne Gore za priču Dželat, 1954.
- Nagrada Udruženja književnika Crne Gore za knjigu pripovjedaka Dugi trenuci, 1957.
- Stvaranje za Uspravani konjanik, 1959.
- Orden bratstva i jedinstva, 1976.

## Vanjske poveznice
- Asanović, Sreten Hrvatska enciklopedija